# Club Balonmano Morvedre
Club Balonmano Morvedre (deutsch Handballclub Morvedre), kurz BM Morvedre, ist der Name eines spanischen Vereins für Handball. Er ist in Sagunt beheimatet.

## Geschichte
Der im Jahr 2012 gegründete Verein sieht sich in der Tradition des unter den Namen Balonmano Sagunto, Astroc Sagunto, Balonmano Parc Sagunt und CM Mar Sagunt spielenden Vereins El Osito L’Eliana.
Im Jahr 2013 stieg die erste Frauen-Mannschaft in die División de Honor Plata, die zweite spanische Liga, auf. Nach der Zweitligaspielzeit 2019/20 gelang dem Team der Aufstieg in die División de Honor. Nachdem man in der Saison 2020/21 knapp die Liga halten konnte, folgte nach der Saison 2021/22 der Abstieg aus der ersten Liga. Ab der Saison 2022/2023 spielte der Verein in der División de Honor Oro, 2024 gelang der Aufstieg in die erste Liga.

## Name
Der Name Morvedre, den der Verein trägt, war bis 1877 Name der Stadt Sagunt, in der der Verein ansässig ist.

## Spielerinnen
Zu den Spielerinnen im Verein zählten Caterina Benedetti und Alexandrina Cabral Barbosa.

## Heimspielstätte
Der Verein trägt seine Heimspiele im Pabellón René Marigil in Sagunto aus.